# Francesco Fontebasso

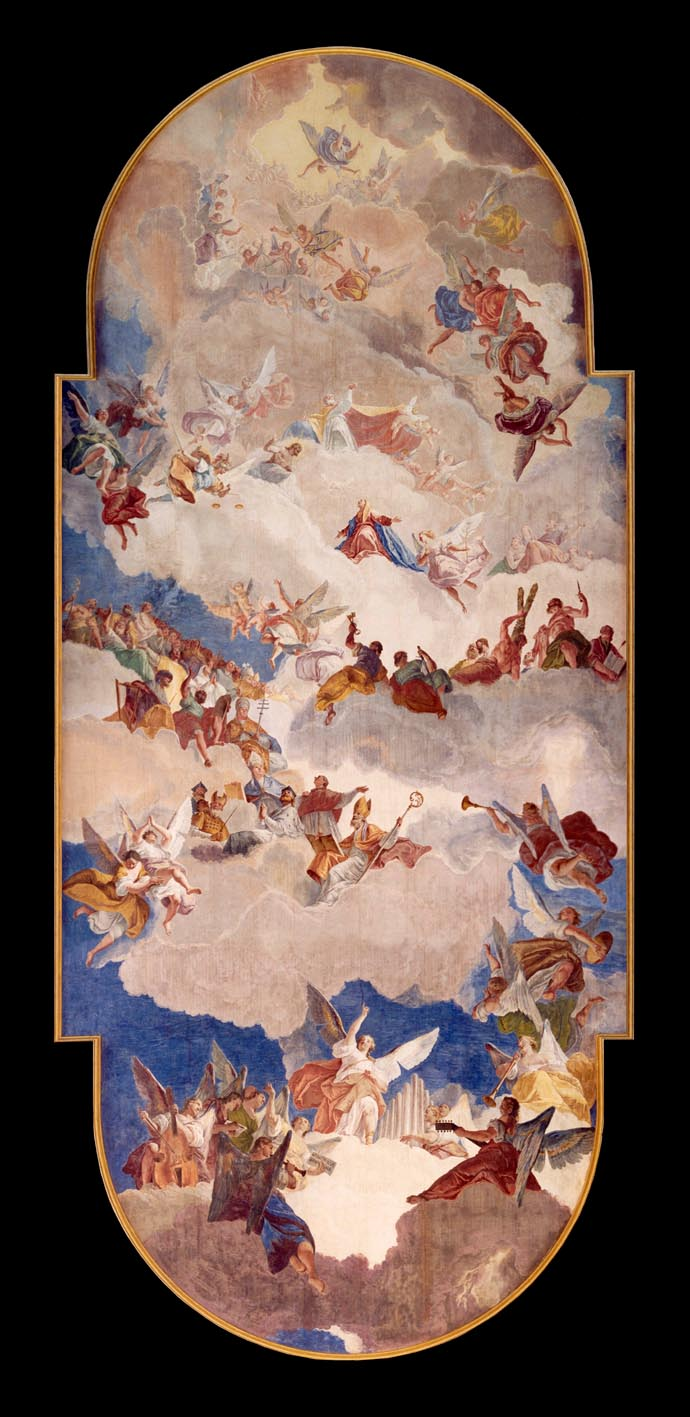
La Gloria del Paradiso, affresco sul soffitto della chiesa di Santa Maria in Colle a Montebelluna.

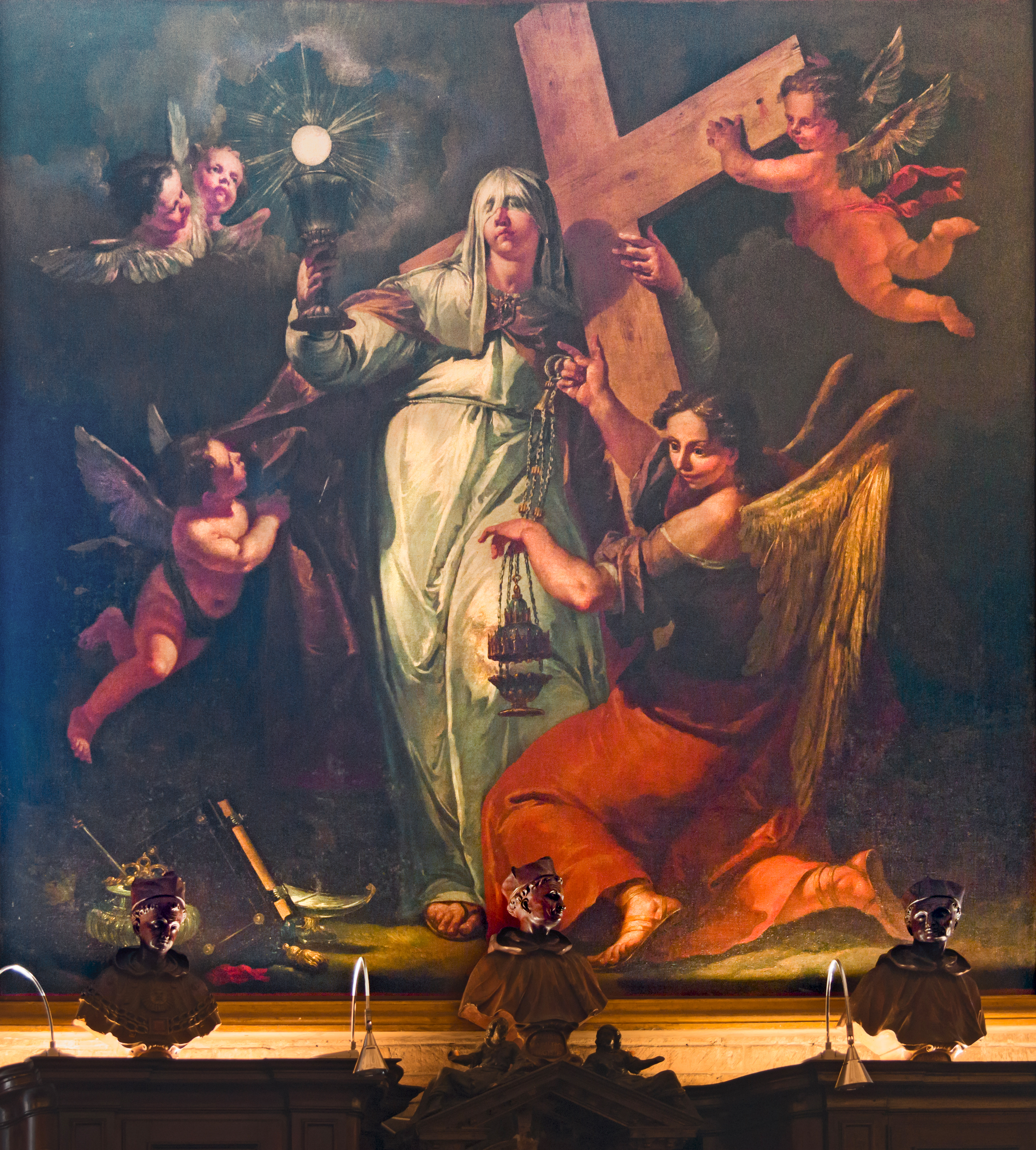
Allegoria della Fede San Zanipolo

Francesco Salvatore Fontebasso (Venezia, 4 ottobre 1707 – Venezia, 31 maggio 1769) è stato un pittore italiano, uno dei principali esponenti della pittura veneta nel periodo rococò.

## Biografia
Formatosi nella bottega di Sebastiano Ricci, nel 1728 si recò a Roma, dove dipinse La cena di Baldassarre e Adamo ed Eva.
Tornato a Venezia, la sua pittura fu influenzata da quella di Giambattista Tiepolo, come testimoniano lo Sposalizio di santa Caterina e l'Adorazione dei pastori.
Intorno alla metà del Settecento intervenne nella villa oggi conosciuta come "Ca' Zenobio" nei pressi di Treviso, su commissione del proprietario di allora, l'avvocato veneziano Sebastiano Uccelli. Nel salone al primo piano, Fontebasso affrescò entro raffinati stucchi rocaille le allegorie della Giustizia, della Pace e delle Virtù; il pittore realizzò anche una serie di tele, oggi in collezioni private.  Fontebasso affrontò anche l'impresa della decorazione della barchessa, ispirandosi all'esempio del Tiepolo: nella sala da ballo, entro un impianto scenico illusionistico spettacolare, sono rappresentati tre episodi di tematica storica.  L'interpretazione dei soggetti non è ancora unanime.  Credendo - erroneamente - che la decorazione fosse stata realizzata quando la proprietà della villa era già passata alla famiglia veneziana degli Zenobio (1779), si è voluto identificare il tema degli affreschi con l'incontro tra l'imperatore romano Aureliano e Zenobia, regina di Palmira e mitica antenata degli Zenobi. Oggi, piuttosto, si pensa che Fontebasso abbia voluto rappresentare episodi leggendari legati alla continenza di Scipione l'Africano.
Lavorò a Padova, a Treviso e a Trento, per poi recarsi a San Pietroburgo tra il 1761 ed il 1762, dove realizzò tele e affreschi per il Palazzo d'Inverno.
Tra i soggetti pittorici preferiti si trovano scene bibliche e religiose, scene mitologiche, ritratti.

### Opere principali
- La Vergine appare a san Girolamo (1740-1760), Museo del Louvre (Parigi).
- Il sacrificio di Ifigenia, collezione privata.
- Matrimonio mistico di santa Caterina, con santa Teresa, collezione privata.
- Estasi di santa Teresa, Museo di belle arti (Budapest).
- Ritratto di F. Tadini, Museo russo (San Pietroburgo).
- Ritratto di Francesco Zanca, Museo del Settecento veneziano, Ca' Rezzonico (Venezia).
- Il martirio di santa Caterina, Smart Museum of Art, Università di Chicago.
- Raccolta della manna (1759), Museo provinciale del Castello del Buonconsiglio (Trento).
- Famiglia di Dario davanti ad Alessandro (1750), Dallas Museum of Art.
- Assunzione della Vergine (1736), Chiesa dell'Annunziata (Trento).
- Santi Giovanni Battista ed Eustachio, Pala d'altare nella cappella omonima, Cattedrale di Udine.
- L'apparizione della Vergine a Giovanni Cigana, Santuario della Madonna dei Miracoli (Motta di Livenza).
- Madonna con Bambino in trono e i santi Martino vescovo e Carlo Borromeo (1762-1764), Pala d'altare, Duomo di Tolmezzo.
- Allegoria della fede (circa 1750), Basilica dei Santi Giovanni e Paolo (Venezia).